# Dendrobium parnatanum
Dendrobium parnatanum är en orkidéart som beskrevs av William Cavestro. Dendrobium parnatanum ingår i släktet Dendrobium, och familjen orkidéer. Inga underarter finns listade i Catalogue of Life.